# Datxni
Datxni (en rus: Дачный) és un poble (un possiólok) de l'óblast de Nóvgorod, a Rússia, segons el cens del 2010 tenia 18 habitants.